# Madame du Barry
Jeanne Bécu, comtesse du Barry [dyba’ri] (19. august 1743 i Vaucouleurs – 8. december 1793 i Paris) var en fransk maitresse.
Hun var datter af en ugift kvinde, Anne Bécu. I en ung alder kom hun til Paris, hvor hun under forskellige navne – det sidste var Vaubernier – førte en såre letsindig tilværelse. Efter at hun var blevet lieret med lykkejægeren, chevalier Jean-Baptiste Dubarry, spillede denne og Ludvig XV's kammertjener Lebel hende i hænderne på den aldrende konge, der betoges viljeløst af hendes overordentlige skønhed, kvikhed og robuste sanselighed. For at hun kunne få en passende rang, viedes hun 1768 til Jean du Barrys bror, grev Guillaume Dubarry og præsenteredes snart efter ved hoffet. Aldrig var en kongelig maitresse kommet så langt nedefra, og da hun bidrog til at styrte den yndede minister Choiseul og støttede hans ildesete efterfølgere, blev hun genstand for et grænseløst had og blev set som indbegrebet af den gamle enevældes fordærvelighed. Den skildring af hendes simpelhed, frækhed og ondsindethed, som oppositionen i det fine selskab og blandt filosofferne har givet til bedste, må dog tages med forbehold, og hun greb ikke selvstændigt ind i offentlige anliggender, men hun opnåede dog at erhverve sig en del  rigdom. Efter sin elskers død blev hun en tid sat i et kloster, men fik snart på forbøn af Marie Antoinette tilladelse til at bo på sit slot Louveciennes ved Marly. I rædselsperioden blev hun anklaget for Velfærdskomitéen, dømt til døden og trods sine bønner henrettet i guillotinen.

## Diamanthalskædeaffæren
I 1772 anmodede den betagede Ludvig XV de parisiske juvelerer Boehmer & Bassenge om at skabe en omfattende og spektakulær halskæde til du Barry til en anslået pris på to millioner livre. Halskæden, der hverken blev udført eller betalt, da Ludvig XV døde, kom til at udløse en skandale med Jeanne de Valois-Saint-Rémy, hvor dronning Marie Antoinette blev uretmæssigt anklaget for at bestikke kardinal de Rohan, ærkebiskop i Strasbourg i Alsace til at købe det til hende. Beskyldningerne var fremtrædende i begyndelsen af den franske revolution.